# シグマソリューションズ
株式会社シグマソリューションズ（英: SIGMA SOLUTIONS, inc.）は、秋田県秋田市に本社を置き、主に医療機関や調剤薬局向けコンピュータシステムの開発や販売、サポートなどを行う日本の企業。
医薬品卸部門に関しては千秋薬品に継承された後、2009年10月に統合されメディセオとなっている。

## 沿革
- 1931年6月17日 - 青山薬局設立。
- 1949年7月4日 - 株式会社に改組。
- 1963年12月 - 青山薬局の卸部門と横手市の斎太薬局の卸部門、大館市のタカハシ薬局の卸部門が合併。(旧)千秋薬品株式会社を設立。
- 1981年7月 - (旧)千秋薬品電算機部門などを分社化し、株式会社シグマシステムズを設立。
- 2001年2月1日 - クラヤ三星堂出資の東北医薬品販売株式会社に秋田・青森・岩手の医薬品卸事業営業権を譲渡。東北医薬品販売は(新)千秋薬品となり、(旧)千秋薬品は株式会社シナップコーポレーションに商号変更。
- 2001年3月31日 - 株式会社シグマシステムズからレセコン事業を買収。株式会社シナップコーポレーションから株式会社シグマソリューションズに商号変更。
- 2001年9月 - 調剤薬局子会社を譲渡。

## 事業所

### 東北
- 本社・秋田支店/秋田市卸町三丁目4番1号
- 仙台支店/仙台市泉区八乙女二丁目11番2号
- 青森支店/青森市問屋町二丁目12番33号
- 八戸サポートセンター/八戸市根城9丁目13番1
- 福島支店/郡山市柏山町24番地2
- 山形営業所/山形市あこや町3丁目12番26号
- 盛岡支店/盛岡市みたけ5丁目7番46号

### 関東
- 東京営業所/東京都板橋区板橋1-35-9
- 宇都宮営業所/栃木県宇都宮市幸町10番8号

### 北海道
- 札幌支店/札幌市中央区北1条西8丁目2-8